# Alexander Rowe
Alexander Arturovitch Rowe, em russo: Александр Артурович Роу (24 de fevereiro de 1906 – 28 de dezembro de 1973) foi um diretor de cinema soviético, laureado Artista do Povo da Rússia Soviética em 1986. Seus trabalhos eram, principalmente, baseados no gênero dos contos de fada.